# 桐本幸子
桐本 幸子（きりもと さちこ、1942年7月9日 - ）は、日本のアナウンサー。
東京都出身。慶應義塾大学文学部卒業。血液型A型。

## 人物
1965年4月、TBSに第10期生アナウンサーとして入社（同期には今村稔・小川哲哉・車尾具昭・五味陸仁・多田護・奈良陽・手塚俊子・本田綾子）。組織変更に伴いラジオ局放送部兼テレビ編成局アナウンス部に勤務（1966年1月28日）、アナウンサー研修室設置に伴いアナウンサー研修室付兼ラジオ局第一制作部に勤務（1967年11月15日）。その後、1968年6月、ラジオ局第一制作部兼アナウンサー研修室付、1969年3月、放送部兼第一制作部兼第二制作部兼アナウンサー研修室付、1970年7月、ラジオ本部アナウンス室、1989年1月、報道総局アナウンス部兼ラジオ総局情報制作局ラジオワイド部、1991年5月、アナウンスセンターにそれぞれ在籍し、ラジオ番組に『全国こども電話相談室』や『ラジオ図書館』を、テレビ番組に『CBSイブニングニュース』等の出演を務めていた。1993年12月、人事労政局人事部付となり、アナウンス職を離れる。1999年1月、TBSを退社。

## 出演番組
- キグナス・ミュージック・ステーション（1969年、TBSラジオ）[5]
- スカイパトロール（1969年、TBSラジオ）[6][5]
- パッケージ局 野村情報（1970年、TBSテレビ）[6][5]
- 全国こども電話相談室（1976年、TBSラジオ）三代目お姉さん[6][5]
- 歌謡曲ゴールデンスタジアム（1978年、TBSラジオ）[5]
- ラジオ図書館（TBSラジオ）
- お昼のニューススタジオ（1983年、TBSラジオ）[5]
- はやおき倶楽部（1986年、TBSラジオ）[5]
- おはよう片山竜二です（TBSラジオ）[5]
- チャレンジ放送局（TBSラジオ）[6][5]
- 東京エコー（TBSテレビ）[6][5]
- 三木鮎郎ベストテン（TBSテレビ）[6][5]